# Buddleja skutchii
Buddleja skutchii är en flenörtsväxtart. Buddleja skutchii ingår i släktet buddlejor, och familjen flenörtsväxter.

## Underarter
Arten delas in i följande underarter:
- B. s. costaricensis
- B. s. skutchii